# Dialeto barranquenho
Barranquenho é um dialecto raiano do português muito influenciado pelo espanhol. O dialecto barranquenho é falado no concelho de Barrancos, situado junto da fronteira com a Espanha, entre a Estremadura e a Andaluzia.
Leite de Vasconcelos fez o primeiro estudo do dialecto barranquenho que publicou no livro Filologia Barranquenha, editado postumamente em 1955.
Foi oficialmente reconhecido pela Assembleia da República em 2021, tendo sido aprovado o reconhecimento e protecção do Barranquenho e da sua identidade cultural.

## Dialecto misto
A base portuguesa deste linguema fica fortemente maquilhada pelas características das falas espanholas meridionais que o penetram. O mais característico desta fala é:
- Ao ouvido, uma aspiração do 's' e do 'z' finais, como o estremenho e o andaluz: 'cruh' (cruz), 'buhcá' (procurar)… Às vezes pode faltar inclusive a aspiração: 'uma bê' (uma vez).
- O 'j' e 'ge', 'gi' portuguesas pronunciam-se [x] como as espanholas.
- Não se pronunciam 'l' e 'r' finais: 'Manué' (Manuel), 'olivá' (olivar), que voltam, contudo, a aparecer nos plurais: 'olivareh' (olivares).
- Se o 'l' trava sílaba, muda para 'r': 'argo' (algo).
- Como o espanhol, não diferencia entre 'b' e 'v': vaca ['baka'].
- Tal como em estremenho, os '-e' finais pronunciam-se '-i': 'pobri' (pobre).
- O pronome português de primeira pessoa 'nós' é substituído pelo castelhano 'nusotrus'.
- A colocação dos pronomes aproxima-se mais à castelhana que à norma portuguesa: 'se lavô' (português lavou-se, espanhol se lavó).
- Contém ademais muitas formas verbais de conjugação claramente castelhana: 'andubi' (port. andei, esp. anduve); 'supimus' (port. soubemos, esp. supimos).

## Reconhecimento
O Barranquenho é desde 2008 “Património Cultural Imaterial de Interesse Municipal”. Atualmente a Câmara Municipal de Barrancos está a desenvolver um projecto de investigação e valorização do Barranquenho como língua e cultura locais, de forma a tornar o barranquenho a terceira língua oficial de Portugal.
Em 2021 o Barranquenho foi oficialmente reconhecido pela Assembleia da República, numa lei aprovada por unanimidade a 26 de Novembro de 2021. Foi aprovado o reconhecimento e protecção do Barranquenho e da sua identidade cultural.